# P. J. Hairston
Samuel Peterson Hairston, Jr. (Greensboro, Carolina del Norte, 24 de diciembre de 1992), más conocido como P. J. Hairston, es un exjugador de baloncesto estadounidense. Hairston jugó baloncesto universitario con la Universidad de Carolina del Norte en Chapel Hill. Finalizó su carrera universitaria en su segundo año en 2013 y fue automáticamente elegible para el Draft de la NBA de 2014. Fue elegido en el puesto número 26 del Draft de la NBA de 2014 por los Miami Heat, siendo traspasado a los Charlotte Hornets a cambio de Shabazz Napier.

## Trayectoria deportiva

### Primeros años
Hairston asistió al instituto Dudley High School en Greensboro, Carolina del Norte, para sus tres primeros años de instituto. Anotó 53 puntos en un partido en su tercer año como júnior. Para su último año como sénior del instituto, jugó en el instituto Hargrave Military Academy en Chatham, Virginia donde promedió 25.6 puntos, 9.2 rebotes y 4.7 asistencias. Anotó 15 puntos en el McDonald's All-American Game de 2011.

### Universidad
En 2011, Hairston se unió a los North Carolina Tar Heels para la temporada 2011-12 en su primer año como freshman. Fue el octavo máximo anotador del equipo con 5.7 puntos por partido y líder del equipo en porcentaje de tiros libres.
En la temporada 2012-13, el tiempo de juego de Hairston aumentó significativamente en la segunda mitad de la temporada. En los últimos cinco partidos de la temporada regular, promedió 32 minutos de tiempo jugado, el 60% a partir de 20 minutos de promedio de tiempo jugado en los primeros 29 partidos de la temporada. Hairston lideró a North Carolina en anotaciones en los últimos cinco partidos de la temporada con 19.6 puntos por partido. Fue Co-Jugador de la Semana de la ACC por sus partidos contra Duke y Virginia en febrero de 2013. Los entrenadores de Carolina del Norte también seleccionaron Hairston como el jugador defensivo del partido en la victoria sobre Virginia.
En su segunda temporada como sophomore, Hairston estuvo en la alineación titular por segunda vez en su carrera universitaria contra Duke en febrero de 2013. Entonces anotó su récord personal de 23 puntos. En su segundo partido en la alineación titular contra Virginia estableció un nuevo récord personal con 29 puntos, justo cuatro partidos después de regresar a la cancha después de perder un partido debido a concusión. El 15 de marzo de 2013, en el primer partido de North Carolina en el campeonato de la Atlantic Coast Conference, mientras Hairston sostenía el balón en la segunda mitad un jugador de Florida State, robando el balón deslizo la mano de Hairston. Sea desde el deslizamiento, o de sus dedos extendidos en el balón, Hairston se cortó la mano entre el medio y el dedo anular de la mano izquierda. Hairston dejó el partido y recibió ocho puntos de satura. Aun así lideró a North Carolina con 21 puntos después de anotar cinco de seis tiros de tres puntos.
Después de recibir los puntos, Hairston volvió a jugar en los próximos dos partidos de North Carolina en el campeonato de la ACC. Jugó 36 minutos en el próximo partido contra Maryland y anotó 13 puntos. En el siguiente partido contra Miami anotó 28 puntos.
Suspendido en 2013, Hairston no volvió a Carolina del Norte para la temporada 2013-14. El 20 de diciembre de 2013, la universidad anunció que no iban a buscar su reincorporación.

#### Estadísticas
| Año     | Equipo         | PJ | MPP  | %TC  | %3P  | %TL  | RPP | APP | ROB | TPP | PPP  |
| ------- | -------------- | -- | ---- | ---- | ---- | ---- | --- | --- | --- | --- | ---- |
| 2011–12 | North Carolina | 37 | 13.0 | .308 | .273 | .839 | 2.2 | .8  | .4  | .2  | 5.7  |
| 2012–13 | North Carolina | 34 | 23.6 | .431 | .396 | .779 | 4.3 | 1.4 | 1.3 | .4  | 14.6 |

### Profesional
Después de que se confirmó su suspensión, Hairston presentó el papeleo para unirse a la NBA Development League. El 14 de enero de 2014, fue adquirido por los Texas Legends.
El 26 de junio de 2014, Hairston fue seleccionado en el puesto nº 26 del Draft de la NBA de 2014 por los Miami Heat en nombre de los Charlotte Hornets. Al hacerlo, Hairston se convirtió en el primer jugador de la NBA Development League en ser elegido en la primera ronda de un Draft de la NBA.
El 16 de febrero de 2016 fue traspasado a Memphis Grizzlies junto con Brian Roberts y dos futuras rondas del draft, a cambio de Courtney Lee.

## Estadísticas de su carrera en la NBA

### Temporada regular
| Año     | Equipo    | PJ  | PT | MPP  | %TC  | %3P  | %TL  | RPP | APP | ROB | TPP | PPP |
| ------- | --------- | --- | -- | ---- | ---- | ---- | ---- | --- | --- | --- | --- | --- |
| 2014-15 | Charlotte | 45  | 2  | 15.3 | .323 | .301 | .861 | 2.0 | .5  | .5  | .3  | 5.6 |
| 2015-16 | Charlotte | 48  | 43 | 19.5 | .359 | .314 | .810 | 2.7 | .6  | .5  | .1  | 6.0 |
| 2015-16 | Memphis   | 18  | 9  | 20.9 | .348 | .232 | .727 | 2.6 | .5  | .4  | .2  | 6.9 |
| Total   | Total     | 111 | 54 | 18.0 | .343 | .295 | .810 | 2.4 | .5  | .5  | .2  | 6.0 |